# Cera punica
La cera punica è un materiale usato per la pittura a encausto in procedimenti di cui scrivono già antichi studiosi e collettori di notizie quali Plinio il Vecchio e Vitruvio.
È un preparato di cera d'api parzialmente saponificata per renderla più fluida e di più facile impiego: anticamente veniva ottenuta facendo bollire varie volte la cera d'api in acqua di mare e aggiungendo in seguito il nitrum, una miscela costituita principalmente da Na2CO3 e NaOH o KOH.